# 29747 Acorlando
29747 Acorlando este un asteroid din centura principală de asteroizi.

## Descriere
29747 Acorlando este un asteroid din centura principală de asteroizi. A fost descoperit pe 18 ianuarie 1999 la Socorro, New Mexico, în cadrul proiectului LINEAR. Asteroidul prezintă o orbită caracterizată de o semiaxă mare de 2,33 ua, o excentricitate de 0,07 și o înclinație de 7,4° în raport cu ecliptica.